# Họ Râu hùm
Họ Râu hùm, họ Hoa mặt cọp, họ Củ nưa (danh pháp khoa học: Taccaceae) là một họ nhỏ trong bộ Củ nâu (Dioscoreales). Họ này phân bổ rộng khắp khu vực nhiệt đới, đặc biệt là khu vực Malesia-Thái Bình Dương. Họ Taccaceae là các loài cây thân thảo sống lâu năm, ưa ẩm vừa phải, với các lá có cuống dài, mọc so le hay mọc vòng và cụm hoa có cọng với kích thước trung bình, các hoa màu tía sẫm và bầu nhụy hạ; các lá bắc dài, hình chỉ hòa lẫn với các hoa và kiểu đính noãn bầu nhụy là dạng đính noãn vách. Hoa lưỡng tính, thụ phấn nhờ côn trùng, chủ yếu thuộc bộ Hai cánh (Diptera). Quả nang hoặc quả mọng, nứt hoặc không nứt.
Một điều vẫn chưa rõ ràng là gân giữa là khác biệt hay đa sợi (Inamadar và ctv. 1983). Chi Tacca dường như thiếu kiểu bó mạch đặc biệt của Dioscoreaceae, mà trong đó nó đã từng được đưa vào. Các tế bào xung quanh bó mạch sống noãn có thể là dạng thành mỏng; rất có thể là để hấp dẫn động vật?

## Phân loại
Hệ thống APG năm 1998 công nhận họ này, nhưng đến phiên bản của hệ thống APG II năm 2003 thì người ta gộp họ này vào trong họ Củ nâu (Dioscoreaceae). Tuy nhiên, trên website của APG, truy cập ngày 29-11-2007 thì người ta lại công nhận họ này. Tùy theo quan điểm phân loại mà người ta coi họ này chứa 1-2 chi với khoảng 12-31 loài.
- Tacca (đồng nghĩa: Atacca, Ataccia, Chaitaea, Chataea, Leontopetaloides)
- Schizocapsa [1]?

### Một số loài
Ở Việt Nam có một số loài như:
- Tacca chantrieri: Râu hùm, hoa mèo đen
- Tacca integrifolia: Ngải rom
- Tacca palmata: Nưa chân vịt
- Tacca leontopetaloides (đồng nghĩa: T. leontopetalodes, T. pinnatifida): Củ nưa (bạch tinh).
- Tacca plantaginea: Hồi đầu
- Tacca subflabellata: Nhược thự, phá lửa.

## Phát sinh chủng loài
Cây phát sinh chủng loài dưới đây lấy theo APG II.
|  | Taccaceae   |
|  |             |
|  | Thismiaceae |
|  |             |

| Hỗ trợ < 50% | \| \| Burmanniaceae \| \| \| \| \| \| Dioscoreaceae \| \| \| \| |
|              | \| \| Burmanniaceae \| \| \| \| \| \| Dioscoreaceae \| \| \| \| |
|              | Burmanniaceae                                                   |
|              |                                                                 |
|              | Dioscoreaceae                                                   |
|              |                                                                 |

|  | Burmanniaceae |
|  |               |
|  | Dioscoreaceae |
|  |               |

|  | Taccaceae   |
|  |             |
|  | Thismiaceae |
|  |             |

| Hỗ trợ < 50% | \| \| Burmanniaceae \| \| \| \| \| \| Dioscoreaceae \| \| \| \| |
|              | \| \| Burmanniaceae \| \| \| \| \| \| Dioscoreaceae \| \| \| \| |
|              | Burmanniaceae                                                   |
|              |                                                                 |
|              | Dioscoreaceae                                                   |
|              |                                                                 |

|  | Burmanniaceae |
|  |               |
|  | Dioscoreaceae |
|  |               |

|  | Taccaceae   |
|  |             |
|  | Thismiaceae |
|  |             |

| Hỗ trợ < 50% | \| \| Burmanniaceae \| \| \| \| \| \| Dioscoreaceae \| \| \| \| |
|              | \| \| Burmanniaceae \| \| \| \| \| \| Dioscoreaceae \| \| \| \| |
|              | Burmanniaceae                                                   |
|              |                                                                 |
|              | Dioscoreaceae                                                   |
|              |                                                                 |

|  | Burmanniaceae |
|  |               |
|  | Dioscoreaceae |
|  |               |

|  | Taccaceae   |
|  |             |
|  | Thismiaceae |
|  |             |

| Hỗ trợ < 50% | \| \| Burmanniaceae \| \| \| \| \| \| Dioscoreaceae \| \| \| \| |
|              | \| \| Burmanniaceae \| \| \| \| \| \| Dioscoreaceae \| \| \| \| |
|              | Burmanniaceae                                                   |
|              |                                                                 |
|              | Dioscoreaceae                                                   |
|              |                                                                 |

|  | Burmanniaceae |
|  |               |
|  | Dioscoreaceae |
|  |               |